# Arboreto del lago Erie
El Arboreto del lago Erie (en inglés: Lake Erie Arboretum), también conocido como The Lake Erie Arboretum at Frontier Park (LEAF), es un arboreto y jardín botánico de 130,000 m² (33 acres) de extensión, distribuido en el interior del "Frontier Park" en Erie, Pensilvania. 

## Localización
Lake Erie Arboretum Frontier Park, 8th Street and Bayfront, Parkway 1501 W 6th Street, Erie, Condado de Erie,Pensilvania PA 16505 Estados Unidos.
Planos y vistas satelitales42°7′7″N 80°7′16″O / 42.11861, -80.12111.
Es visitable por el público en general sin cargo alguno.

## Historia
La idea del arboreto se fue madurando ya desde el año 1997, plantándose el priner árbol en 1998. 
Fue reconocido oficialmente como arboreto el 8 de septiembre del 2001.
Actualmente alberga más de 300 árboles jóvenes, representando unas 225 variedades de árboles. Siendo añadidos nuevos árboles cada año.

## Colecciones
Algunos de los especímenes que incluye alisos, Catalpa, especies del género Cornus, abeto de Douglas, Ginkgo, Crataegus, Carya ovata, tilos, Gleditsia triacanthos, arces, Quercus coccinea, Elaeagnus angustifolia, árbol de los tulipanes, Juglans nigra, y Salix babylonica.